# Сикемяэ, Ильмар Рудольфович
Ильмар Сикемяэ (эст. Ilmar Sikemäe, при рождении Хельмут Бёткер, 18 декабря 1914, Эстляндская губерния, Российская империя — 25 июля 1998, Таллин, Эстония) — эстонский писатель и публицист.

## Биография
Родился в Альпской волости Эстляндской губернии Российской империи (ныне волость Ярва, уезд Ярвамаа, Эстония) в семье батраков.
Учился в Таллине, окончил там среднюю школу (гимназия Густава Адольфа) в 1935 году. Затем четыре года работал бухгалтером в издательстве «Uus Eesti» («Новая Эстония»), после советизации Эстонии в 1940—1941 годах работал в газете «Rahva Hääl». В 1941 году был мобилизован в Красную армию, участник Великой Отечественной войны.
После окончания войны работал в различных газетах и журналах, а с 1953 по 1957 год был главным редактором литературного журнала «Looming», самого важного литературного журнала в Эстонии.
Сикемяэ был членом ВКП(б) с 1945 года и членом Союза писателей Эстонии с 1949 года.
Первые попытки писать предпринял ещё в школе, а в конце 1930-х годов его рассказы и юмористические сценки появились в журналах под разными псевдонимами. После войны он опубликовал свою короткую прозу в двух сборниках, которые были встречены вежливо, но не без критических замечаний. Например, один критик жаловался на одну историю, что её самый большой недостаток заключался в том, что «никто никогда не замечал направляющей и помогающей руки партии». Однако его рассказ «Толм» («Пыль»), появившийся в мартовском номере журнала «Looming» за 1955 г., на короткое время буквально всколыхнул пыль, потому что стражи идеологии усмотрели в нем нарушение партийных установок.
Он наиболее известен своим сборником очерков «Письма из Варгамяэ» (1962, 1977), который был опубликован в двух изданиях. Дед Сикемяэ по материнской линии, Якоб Зикенберг, послужил Антону Хансену Таммсааре прототипом коварного антагониста его главного героя в первой части цикла романов «Правда и справедливость». Благодаря собственным мемуарам и интервью Сикемяэ удалось «предоставить похвальный материал для предыстории этих романов».
Писал также миниатюры и детские рассказы и переводил с немецкого (в частности, Георга Верта, Бернхарда Келлермана и Бернхарда Зегера).
Похоронен на таллинском кладбище Метсакальмисту.